# Blodrotsländfluga
Blodrotsländfluga (Sphaerophoria potentillae) är en tvåvingeart som beskrevs av Claussen 1984. Blodrotsländfluga ingår i släktet sländblomflugor, och familjen blomflugor.
Artens utbredningsområde är Tyskland. Arten har ej påträffats i Sverige. Inga underarter finns listade i Catalogue of Life.